# Entre tu amor y mi amor
Entre tu amor y mi amor é uma telenovela venezuelana produzida e exibida pela Venevisión entre 15 de junho e 28 de novembro de 2016.

## Sinopse
Entre o Teu Amor e Meu relata a história da jovem Sol (Rosmeri Marval),Que vai em busca de uma vida melhor do campo para a cidade,sem imaginar todas as ameaças e reviravoltas que lhe esperam.Sol se apaixona por Alejandro(Daniel elbittar),sem saber que é o filho da malvada que enganou e mandou assassinar seus pais quando era apenas uma bebê,e que agora tem preparadas novas crueldades para destruí-la e afastá-la para sempre do seu amor. Com o tempo e graças a uma reviravolta do destino,Sol volta,para recuperar a herança e toda a fortuna dos Monserrat,e depois volta para se vingar de todos os que lhe fizeram mal e recuperar tudo o que é seu.Mas a vingança não será fácil, nem sem sacrifício,especialmente quando enfrenta o único homem que ela amou.No final,o cruzamento de crônicas dramáticas, aparentemente desconexos,engrenam à perfeição para pôr em movimento a maquinaria sincronizada de histórias que farão que Sol duvide da verdade do seu passado e a realidade de seu futuro,e ser-lhe-á difícil distinguir entre a bondade e a maldade,e entre o amor e a ilusão.

## Elenco
- Daniel Elbittar - Alejandro Monserrat Caicedo
- Rosmeri Marval - Sol Buendía Estévez
- Simón Pestana - Heriberto Madroño
- Carlota Sosa - Reina Caicedo de Monserrat
- Juan Carlos García - José Domingo Morales
- Eileen Abad - Alicia Monserrat Caicedo
- Antonio Delli - Eloy Monserrat
- María Antonieta Duque - Ricarda Blanco "Rika White"
- Marialejandra Martín - Columba Estévez de Morales
- Yuvanna Montalvo - Aída Cárdenas Del Risco
- Greisy Mena - Maricielo Morales Estévez
- Alexander Da Silva - Carlos "Carlucho" Machado Blanco
- Flavia Gleske - Carmen García
- Erick Ronsó - Sergio Tabares
- Roberto Lamarca - Augusto Machado
- Raquel Yánez - Yuliska Galindo "La Panaderita"
- Nacho Huett - Padre Ramón Echezuría
- Ornella de la Rosa - Bárbara Monserrat Caicedo
- Hecham Aljad - Cristo José Morales Estévez "Torombolo"
- Vanessa Suárez - Giselle Eugenia Machado Blanco
- Erika Santiago - Ana Isabel Dominguez
- Grecia Augusta Rodríguez - Raquel Benítez
- Hector Peña - Rómulo Alarcón
- Jhosuees Villarroel - Hugo Pernalete
- Mairalexandra Rodríguez - Beatriz "Betty" Casares
- Gabriel Correa - Víctor Hugo Monserrat
- Gibson Domínguez -   Juan Luis
- Leonardo Pantoja - Lito
- Shaiara Pineau - Deborah Cristina

## Exibição
| País       | Emissora    | Data de estreia     | Data de final          | Título                   |
| ---------- | ----------- | ------------------- | ---------------------- | ------------------------ |
| Venezuela  | Venevisión  | 15 de junho de 2016 | 28 de novembro de 2016 | Entre tu amor y mi amor  |
| Angola     | Zap Novelas | 8 de junho de 2016  | 09 de Novembro de 2016 | Entre o Teu Amor e o Meu |
| Moçambique | Zap Novelas | 8 de junho de 2016  | 09 de Novembro de 2016 | Entre o Teu Amor e o Meu |